# Теплові двигуни
Теплові́ двигуни́ — галузь науки і техніки, яка вивчає теорію робочих процесів, конструкцію, методи проектування, виготовлення, ремонт та експлуатацію теплових машин.

## Напрямки досліджень
Напрямки досліджень:
- Термодинаміка та теплопередача, методи розрахунків і моделювання робочих процесів і циклів теплових двигунів.
- Робочі тіла, теплоносії, мастильні матеріали, їх властивості та вплив на характеристики [двигун]ів.
- Гідродинамічні та газодинамічні процеси у двигунах.
- Сумішоутворення та згоряння палива, використання традиційних і  альтернативних палив у двигунах.
- Конструкції двигунів.
- Характеристики, техніко-економічні та екологічні показники двигунів залежно від конструкції та умов експлуатації.
- Експлуатаційні режими, методи їх розрахунків і моделювання.
- Методи експериментальних досліджень теплових двигунів, випробувальні стенди та спеціальна апаратура.
- Кінематика та динаміка механізмів двигунів.
- Знос, довговічність основних вузлів і деталей. Діагностування та контроль параметрів двигунів.
- Розрахунки міцності деталей та вузлів, обґрунтування вибору конструкційних матеріалів.
- Системи впуску та випуску, методи їх розрахунку та проектування.
- Системи газорозподілу, методи їх розрахунку та проектування.
- Системи та агрегати повітропостачання.
- Системи паливоподачі двигунів: бензинових з іскровим запаленням, дизельних, газових, газодизелів, їх розрахунок і методи проектування. Системи впорскування в бензинових двигунах з іскровим запаленням.
- Мастильні системи. Гідродинаміка підшипників ковзання, їх розрахунок і методи проектування.
- Системи охолодження, вентилятори, теплообмінники, їх розрахунок та проектування.
- Системи автоматичного регулювання і керування теплових двигунів, їх сталість, налаштування, розрахунок та проектування.
- Системи пуску та реверсування.
- Системи вторинного використання теплоти двигунів.
- Обкатка двигунів. Автоматизація процесу обкатки.
- Експлуатація двигунів, адаптація їх до експлуатаційних умов.
- Шум і вібрація. Поліпшення віброакустичних показників двигунів.
- Екологічні показники теплових двигунів. Методи та системи поліпшення екологічних показників теплових двигунів.
- Системи автоматичного проектування двигунів (САП двигунів).